# Championnats du monde de cyclisme sur route 1973
Navigation
Gap 1972 Montréal 1974
Les championnats du monde de cyclisme sur route 1973 ont eu lieu du 29 août 1973 au 2 septembre 1973 à Montjuich en Espagne. 

## Résultats
| Épreuves :                                       | Or                                                                    | Or              | Argent                                                                           | Argent       | Bronze                                                               | Bronze       |
| Épreuves masculines                              |                                                                       |                 |                                                                                  |              |                                                                      |              |
| Hommes - course en ligne                         | Felice Gimondi Italie                                                 | 6 h 51 min 27 s | Freddy Maertens Belgique                                                         | m.t.         | Luis Ocaña Espagne                                                   | m.t.         |
| Hommes - amateurs - course en ligne              | Ryszard Szurkowski Pologne                                            | 4 h 8 min 59 s  | Stanisław Szozda Pologne                                                         | à 32 s       | Bernard Bourreau France                                              | m.t.         |
| Hommes - amateurs - contre-la-montre par équipes | Pologne Lucjan Lis Ryszard Szurkowski Stanisław Szozda Tadeusz Mytnik | 2 h 3 min 29 s  | Union soviétique Guennadi Komnatov Youri Mikhailov Boris Choukhov Sergey Sinizin | à 1 min 42 s | Suède Tord Filipsson Lennart Fagerlund Leif Hansson Sven-Ake Nilsson | à 3 min 12 s |
| Épreuve féminine                                 |                                                                       |                 |                                                                                  |              |                                                                      |              |
| Femmes - course en ligne                         | Nicole Vandenbroeck Belgique                                          | -               | Keetie van Oosten-Hage Pays-Bas                                                  | -            | Valentina Rebrovskaja Union soviétique                               | -            |

## Tableau des médailles
| Rang  | Nation           | Or | Argent | Bronze | Total |
| ----- | ---------------- | -- | ------ | ------ | ----- |
| 1     | Pologne          | 2  | 1      | 0      | 3     |
| 2     | Belgique         | 1  | 1      | 0      | 2     |
| 3     | Italie           | 1  | 0      | 0      | 1     |
| 4     | Union soviétique | 0  | 1      | 1      | 2     |
| 5     | Pays-Bas         | 0  | 1      | 0      | 1     |
| 6     | Suède            | 0  | 0      | 1      | 1     |
| 6     | Espagne          | 0  | 0      | 1      | 1     |
| 6     | France           | 0  | 0      | 1      | 1     |
| Total | Total            | 4  | 4      | 4      | 12    |